# The Southern Harmony and Musical Companion
Albums de The Black Crowes
Shake Your Money Maker
(1990) Amorica
(1994)
Singles
1. Remedy
Sortie : 17 avril 1992
2. Thorn in My pride
Sortie : 1992
3. Sting Me
Sortie : 1992
4. Hotel Illness
Sortie : 1992

The Southern Harmony and Musical Companionalbum est le deuxième album studio du groupe de rock américain, Black Crowes. Il est sorti le 12 mai 1992 sur le label Def American et a été produit par le groupe et George Drakoulias.

## historique
Le groupe d'Atlanta nous propose là une musique à mi-chemin entre le hard rock et le blues. Il est le premier album du groupe avec le guitariste Marc Ford, transfuge du groupe Burning Tree en remplacement de Jeff Cease. Un clavier est aussi engagé en la présence d'Ed Hawrsych nommé dans les albums suivants Eddie Harsch.
Considéré par beaucoup de gens comme étant le chef-d'œuvre des Black Crowes, il a atteint le sommet des charts américains dès sa sortie en se classant à la première place du billboard le 30 mai 1992  et en étant certifié double disque de platine le jour de sa sortie grâce au pré-commandes.
Cependant, certains le jugent moins abouti que leur précédent opus, nommé Shake Your Money Maker.
De façon objective, le deuxième album des Black Crowes a marqué les esprits grâce à des morceaux inspirés et frais tels que les singles Remedy et Thorn In My Pride, ou encore No Speak No Slave et My Morning Song et aussi efficaces que Hotel Illness avec son harmonica virevoltant et ses interventions de slide, plusieurs de ces singles atteindront la première place dans les différents charts du Billboard Magazine.

## Liste des pistes
Toutes les chansons sont de Chris Robinson et Rich Robinson, sauf autres indications.
1. Sting Me – 4:39
2. Remedy – 5:22
3. Thorn In My Pride – 6:03
4. Bad Luck Blue Eyes Goodbye – 6:29
5. Sometimes Salvation – 4:47
6. Hotel Illness – 3:59
7. Black Moon Creeping – 4:59
8. No Speak No Slave – 4:01
9. My Morning Song – 6:14
10. Time Will Tell (Bob Marley) – 4:06

- Titres bonus itunes

1. Sting Me (Slow) – 5:48
2. 99 Lbs. (Don Bryant) – 4:18

## Musiciens
- Chris Robinson: chant, harmonica, percussions
- Rich Robinson: guitares
- Johnny Colt: basse
- Steve Gorman: batterie, percussions
- Marc Ford: guitares, guitare solo
- Ed Hawrysch: claviers, piano, piano électrique Wurlitzer

avec
- Barbara et Joy: chœurs
- Chris Trujillo: congas

## Charts et certifications
| Pays             | Durée du classement | Meilleur classement |
| ---------------- | ------------------- | ------------------- |
| Allemagne        | 20 semaines         | 30e                 |
| Australie        | 11 semaines         | 6e                  |
| Autriche         | 2 semaines          | 39e                 |
| Canada           | 42 semaines         | 2e                  |
| États-Unis       | 51 semaines         | 1er                 |
| Norvège          | 7 semaines          | 9e                  |
| Nouvelle-Zélande | 10 semaines         | 4e                  |
| Pays-Bas         | 48 semaines         | 17e                 |
| Royaume-Uni      | 7 semaines          | 2e                  |
| Suède            | 4 semaines          | 17e                 |
| Suisse           | 9 semaines          | 17e                 |

| Pays             | Certification | Ventes      | Date       |
| ---------------- | ------------- | ----------- | ---------- |
| Canada           | Platine       | 100 000 +   | 08/10/1992 |
| États-Unis       | 2 × Platine   | 2 000 000 + | 04/05/1995 |
| Nouvelle-Zélande | Or            | 7 500 +     | 19/07/1992 |

### Charts singles
| Date | Single                     | Chart                  | Durée du classement | Position |
| ---- | -------------------------- | ---------------------- | ------------------- | -------- |
| 1992 | Remedy                     | Hot 100                | 9 semaines          | 48e      |
| 1992 | Remedy                     | Mainstream Rock Tracks | 20 semaines         | 1er      |
| 1992 | Remedy                     | ARIA Charts            | 8 semaines          | 21e      |
| 1992 | Remedy                     | VG-lista               | 3 semaines          | 7e       |
| 1992 | Remedy                     | RMNZ Singles Top40     | 7 semaines          | 6e       |
| 1992 | Remedy                     | Mega Top 50            | 15 semaines         | 19e      |
| 1992 | Remedy                     | UK Singles Chart       | 3 semaines          | 24e      |
| 1992 | Remedy                     | Schweizer Hitparade    | 1 semaine           | 39e      |
| 1992 | Thorn in My Pride          | Hot 100                | 6 semaines          | 80e      |
| 1992 | Thorn in My Pride          | Mainstream Rock Tracks | 23 semaines         | 1er      |
| 1992 | Sting Me                   | Mainstream Rock Tracks | 15 semaines         | 1er      |
| 1992 | Sting Me                   | UK Singles Chart       | 2 semaines          | 42e      |
| 1992 | Hotel Illness              | Mainstream Rock Tracks | 20 semaines         | 1er      |
| 1992 | Hotel Illness              | UK Singles Chart       | 3 semaines          | 47e      |
| 1993 | Hotel Illness              | Mega Top 50            | 6 semaines          | 24e      |
| 1993 | Sometimes Salvation        | Mainstream Rock Tracks | 10 semaines         | 7e       |
| 1993 | Bad Luck Blue Eyes Goodbye | Mainstream Rock Tracks | 2 semaines          | 40e      |